# Halocaridina palahemo
Halocaridina palahemo is een garnalensoort uit de familie van de Atyidae. De wetenschappelijke naam van de soort is voor het eerst geldig gepubliceerd in 1986 door Kensley & Williams.